# گمینا ستارچا
گمینا ستارچا (به لهستانی:  Gmina Starcza) یک گمینا در لهستان است که در شهرستان چنستوخووا واقع شده‌است. گمینا ستارچا ۲۰٫۱ کیلومتر مربع مساحت و ۲٬۷۲۶ نفر جمعیت دارد.